# Varg Veum
Varg Veum es una serie de novelas policíacas escritas por el autor noruego Gunnar Staalesen. La serie trata sobre el detective privado Varg Veum, que vive en Bergen, al oeste de la costa de Noruega, y se caracteriza porque no lleva armas.

## Películas
Estas novelas han sido llevadas al cine con Trond Espen Seim interpretando al detective protagonista.
Hasta ahora se han producido las siguientes:
- Flores amargas (Bitre blomster) (Ulrik Imtiaz Rolfsen) (2007)
- La bella durmiente (Tornerose) (Erik Richter Strand) (2007)
- Hasta que la muerte nos separe (Din til døden) (Erik Richter Strand) (2008)
- Ángeles caídos (Falne engler) (Morten Tyldum) (2008)
- Un cuerpo en la nevera (Kvinnen i kjøleskapet) (Alexander Eik) (2008)
- Perros enterrados no muerden (Begravde hunder) (Alexander Eik) (2008)
- El mensaje en la pared (Skriften på veggen) (Stefan Faldbakken) (2010)
- Svarte får (Oveja negra) (Stefan Apelgren) (2011)
- Dødens drabanter (Muertes satélites) (Stefan Apelgren) (2011)
- I mørket er alle ulver grå (En la noche todos los lobos son grises) ( Alexander Eik) (2011)
- De døde har det godt (Los muertos están bien) ( Erik Richter Strand) (2012)
- Kalde Hjerter (Corazones fríos) ( Trond Espen Seim) (2012)

En España se han estrenado las que están en negrita.